# Liste des médaillés aux Jeux olympiques d'hiver de 1928
Cet article présente la liste des médaillés aux Jeux olympiques d'hiver de 1928, qui se sont déroulés à Saint-Moritz en Suisse du 11 au 19 février 1928.

## Sports

### Bobsleigh
| Épreuves   | Or                                                                                            | Argent                                                                                    | Bronze                                                                                       |
| ---------- | --------------------------------------------------------------------------------------------- | ----------------------------------------------------------------------------------------- | -------------------------------------------------------------------------------------------- |
| Hommes     |                                                                                               |                                                                                           |                                                                                              |
| Bob à cinq | États-Unis II Billy Fiske Clifford Gray Geoffrey Mason Richard Parke Nion Tucker 3 min 20 s 5 | États-Unis I Thomas Doe David Granger Jennison Heaton Lyman Hine Jay O'Brien 3 min 21 s 0 | Allemagne II Hans Hess Sebastian Huber Hanns Kilian Valentin Krempl Hanns Nägle 3 min 21 s 9 |

### Combiné nordique
| Épreuves | Or                                    | Argent                            | Bronze                         |
| -------- | ------------------------------------- | --------------------------------- | ------------------------------ |
| Hommes   |                                       |                                   |                                |
| 15 km    | Johan Grøttumsbråten (NOR) 17,833 pts | Hans Vinjarengen (NOR) 15,303 pts | John Snersrud (NOR) 15,021 pts |

### Hockey sur glace
| Épreuves         | Or | Argent | Bronze |
| ---------------- | --- | --- | --- |
| Hommes           | | | |
| Tournoi masculin | Canada Charles Delahaye Frank Fisher Louis Hudson Norbert Mueller Herbert Plaxton Hugh Plaxton Roger Plaxton John Porter Frank Sullivan Joseph Albert Sullivan Ross Taylor Dave Trottier | Suède Carl Abrahamsson Emil Bergman Birger Holmqvist Gustaf Johansson Henry Johansson Nils Johansson Ernst Karlberg Erik Larsson Bertil Linde Sigfrid Öberg Wilhelm Petersén Kurt Sucksdorff | Suisse Giannin Andreossi Mezzi Andreossi Robert Breiter Louis Dufour Charles Fasel Albert Geromini Fritz Kraatz Arnold Martignoni Heini Meng Anton Morosani Luzius Rüedi Bibi Torriani |

### Patinage artistique
| Épreuves   | Or                                          | Argent                                      | Bronze                                          |
| ---------- | ------------------------------------------- | ------------------------------------------- | ----------------------------------------------- |
| Hommes     |                                             |                                             |                                                 |
| Individuel | Gillis Grafström (SWE) 2698,25 pts          | Willy Böckl (AUT) 2682,50 pts               | Robert Van Zeebroeck (BEL) 2578,75 pts          |
| Femmes     |                                             |                                             |                                                 |
| Individuel | Sonja Henie (NOR) 2452,25 pts               | Fritzi Burger (AUT) 2254,50 pts             | Beatrix Loughran (USA) 2248,50 pts              |
| Mixte      |                                             |                                             |                                                 |
| Couples    | France Andrée Joly Pierre Brunet 100,50 pts | Autriche Lilly Scholz Otto Kaiser 99,25 pts | Autriche Melitta Brunner Ludwig Wrede 93,25 pts |

### Patinage de vitesse
| Épreuves | Or                                             | Argent                             | Bronze                                                           |
| -------- | ---------------------------------------------- | ---------------------------------- | ---------------------------------------------------------------- |
| Hommes   |                                                |                                    |                                                                  |
| 500 m    | Bernt Evensen (NOR) Clas Thunberg (FIN) 43 s 4 | -                                  | John Farrell (USA) Jaakko Friman (FIN) Roald Larsen (NOR) 43 s 6 |
| 1 500 m  | Clas Thunberg (FIN) 2 min 21 s 1               | Bernt Evensen (NOR) 2 min 21 s 9   | Ivar Ballangrud (NOR) 2 min 22 s 6                               |
| 5 000 m  | Ivar Ballangrud (NOR) 8 min 50 s 5             | Julius Skutnabb (FIN) 8 min 59 s 1 | Bernt Evensen (NOR) 9 min 00 s 1                                 |

### Saut à ski
| Épreuves       | Or                            | Argent                        | Bronze                          |
| -------------- | ----------------------------- | ----------------------------- | ------------------------------- |
| Hommes         |                               |                               |                                 |
| Grand tremplin | Alf Andersen (NOR) 19,208 PTS | Sigmund Ruud (NOR) 18,542 PTS | Rudolf Purkert (TCH) 17,937 PTS |

### Skeleton
| Épreuves   | Or                                 | Argent                         | Bronze                                    |
| ---------- | ---------------------------------- | ------------------------------ | ----------------------------------------- |
| Hommes     |                                    |                                |                                           |
| Individuel | Jennison Heaton (USA) 3 min 01 s 8 | John Heaton (USA) 3 min 02 s 8 | David Earl of Northesk (GBR) 3 min 05 s 1 |

### Ski de fond
| Épreuves | Or                                         | Argent                               | Bronze                                 |
| -------- | ------------------------------------------ | ------------------------------------ | -------------------------------------- |
| Hommes   |                                            |                                      |                                        |
| 18 km    | Johan Grøttumsbråten (NOR) 1 h 37 min 01 s | Ole Hegge (NOR) 1 h 39 min 01 s      | Reidar Ødegaard (NOR) 1 h 40 min 11 s  |
| 50 km    | Per Erik Hedlund (SWE) 4 h 52 min 03 s     | Gustaf Jonsson (SWE) 5 h 05 min 30 s | Volger Andersson (SWE) 5 h 05 min 46 s |

## Sports de démonstrations
Les médailles obtenues dans les sports de démonstrations ne sont pas comptabilisés comme médaille olympique et n'intègre donc pas le classement des médailles.

### Patrouille militaire
| Épreuves   | Or                                                                          | Argent                                                                                                  | Bronze                                                                |
| ---------- | --------------------------------------------------------------------------- | --- | --------------------------------------------------------------------- |
| Hommes     |                                                                             | |                                                                       |
| Par équipe | Norvège Reidar Ødegaard Ole Reistad Leif Skagnæs Ole Stenen 3 h 50 min 47 s | Finlande Veikko Hannes Ruotsalainen Eino Hjalmar Kuvaja Esko Järvinen Kalle Tuppurainen 3 h 54 min 37 s | Suisse Otto Furrer Anton Julen Fritz Kuhn Hugo Lehner 3 h 55 min 04 s |

### Ski jöring
| Épreuves | Or                     | Argent              | Bronze           |
| -------- | ---------------------- | ------------------- | ---------------- |
| Hommes   |                        |                     |                  |
| 15 km    | Rudolf Wettstein (SUI) | Bibi Torriani (SUI) | Muckenbrün (SUI) |

## Athlètes les plus médaillés
| Athlète                    | Sport               | Médaille d'or, Jeux olympiques | Médaille d'argent, Jeux olympiques | Médaille de bronze, Jeux olympiques | Total |
| Clas Thunberg (FIN)        | Patinage de vitesse | 2                              | 0                                  | 0                                   | 2     |
| Johan Grottumsbraten (NOR) | Ski de fond         | 2                              | 0                                  | 0                                   | 2     |
| Bernt Evensen (NOR)        | Patinage de vitesse | 1                              | 1                                  | 1                                   | 3     |
| Jennison Heaton (USA)      | Bobsleigh Skeleton  | 1                              | 1                                  | 0                                   | 2     |
| Ivar Ballangrud (NOR)      | Patinage de vitesse | 1                              | 0                                  | 1                                   | 2     |